# 奥利维娅·温施
奥利维娅·温施（英語：Olivia Wunsch，2006年5月31日—），澳大利亚女子游泳运动员，2023年世界青年游泳锦标赛女子4×100米混合泳接力和混合4×100米自由泳接力金牌得主、2024年夏季奧林匹克運動會女子4×100米自由泳接力金牌得主。